# محوطه دول کاله
محوطهٔ دول کاله مربوط به عصر مس و سنگ - دوره ایلخانی - دوره تیموریان است و در شهرستان کوهرنگ، بخش مرکزی، دهستان شوراب تنگزی، ۳ کیلومتری جنوب شرق چلگرد، ۴۰۰ متری غرب روستای قاسم‌آباد، دامنهٔ ارتفاعات غربی دشت چلگرد واقع شده و این اثر در تاریخ ۲۷ اسفند ۱۳۸۷ با شمارهٔ ثبت ۲۶۲۹۲ به‌عنوان یکی از آثار ملی ایران به ثبت رسیده است.